# Związek Wolnych Polaków
Związek Wolnych Polaków (Związek Braci Wolnych Polaków, Związek Wolnych Lechitów) – tajna organizacja patriotyczna, działająca w latach 1819–1823 w Królestwie Polskim, zrzeszająca studentów i absolwentów Uniwersytetu Warszawskiego.

## Charakterystyka
Organizacja powstała w listopadzie 1819 w Warszawie, jej założycielami i przywódcami byli Tadeusz Krępowiecki, Wiktor Heltman oraz Ludwik Piątkiewicz. Wśród członków znajdowali się także Seweryn Goszczyński, Józef Bohdan Zaleski, Maurycy Mochnacki, Stanisław Jachowicz, Józef Kozłowski i Ksawery Bronikowski. Związek Wolnych Polaków liczył ok. 40 członków.
Związek Wolnych Polaków miał na celu pełne zjednoczenie ziem polskich i niepodległość państwa, propagując jednocześnie zasady liberalizmu. Działacze organizacji prowadzili cotygodniowe dyskusje na tematy polityczne i społeczne, szerzyli hasła niepodległościowe, nawoływali do walki z zaborcą rosyjskim, opracowywali referaty i odczyty. 
Tworzono koła wśród gimnazjalistów Warszawy, Kielc, Litwy oraz na Uniwersytecie Jagiellońskim.
Od 1 stycznia 1821 wydawano legalne czasopismo Dekada Polska, zajmujące się zagadnieniami ruchów wolnościowych, patriotycznych oraz poprawą sytuacji chłopów. Do 1821 wydawano również pismo Orzeł Biały, a także głoszącą społeczny liberalizm Gazetę Codzienną.
Po aresztowaniu Wiktora Heltmana i Ludwika Piątkiewicza w 1821 działalność organizacji znacznie osłabła. W 1823 Związek Wolnych Polaków został rozwiązany.